# Rakotis
Rakotis – osada egipska z okresu Starego Państwa. Na ruinach Rakotis Aleksander Macedoński założył Aleksandrię w 332 roku p.n.e.